# ديفيد جاكسون بيلي
ديفيد جاكسون بيلي (بالإنجليزية: David Jackson Bailey)‏ هو محامي وسياسي أمريكي، ولد في 11 مارس 1812 في الولايات المتحدة، وتوفي بنفس المكان في 14 يونيو 1897. حزبياً، نشط في الحزب الديمقراطي. انتخب عضو مجلس نواب جورجيا وانتخب عضو مجلس النواب الأمريكي.